# 미소녀 게임의 세계에 어서 오세요!
《미소녀 게임의 세계에 어서 오세요!》(일본어: ギャルゲヱの世界よ、ようこそ! ギャルゲヱのせかいよ、ようこそ![*])는 패미통 문고를 통해 발행되고 있는 다오 노리타케의 라이트 노벨 작품으로 삽화는 아루가 사토루가 맡고 있다. 제 10회 엔터 브레인 엔타메 대상 소설 부분 장려상 수상 작품. (수상시 제목은 《ギャルゲーの世界よ、ようこそ!》였다). 2010년 10월 말 현재 총 6권까지 발매되어 있다.

## 단행본 목록
다오 노리타케, 패미통 문고, 전 9권 (2011년 3월 11일 현재)
| 권수      | 권수                                                  | 초판 발행일      | ISBN                   |
| --------- | ----------------------------------------------------- | ---------------- | ---------------------- |
| 1         | 미소녀 게임의 세계에 어서 오세요! disc1               | 2009년 1월 30일  | ISBN 978-4-7577-4646-6 |
| 2         | 미소녀 게임의 세계에 어서 오세요! disc2               | 2009년 5월 30일  | ISBN 978-4-7577-4890-3 |
| 3         | 미소녀 게임의 세계에 어서 오세요! disc3               | 2009년 9월 30일  | ISBN 978-4-0472-6020-7 |
| 4         | 미소녀 게임의 세계에 어서 오세요! disc4               | 2010년 1월 30일  | ISBN 978-4-04-726288-1 |
| 5         | 미소녀 게임의 세계에 어서 오세요! disc5               | 2010년 5월 29일  | ISBN 978-4-04-726538-7 |
| 6         | 미소녀 게임의 세계에 어서 오세요! disc6               | 2010년 10월 30일 | ISBN 978-4-04-726819-7 |
| 관련 서적 |                                                       |                  |                        |
|           | 미소녀 게임의 세계에 어서 오세요! addon 실버 브렛트 1 | 2010년 6월 30일  | ISBN 978-4-04-726663-6 |
|           | 미소녀 게임의 세계에 어서 오세요! Fandisc             | 2010년 8월 30일  | ISBN 978-4-04-726728-2 |
|           | 미소녀 게임의 세계에 어서 오세요! addon 실버 브렛드 2 | 2011년 3월 11일  | ISBN 978-4-04-727082-4 |